# モリショウビン
モリショウビン（森翡翠、英: Forest Kingfisher、学名: Todiramphus macleayii）は、カワセミ科のうちショウビン亜科（英: Tree Kingfisher）に属する鳥の1種であり、Macleay's Kingfisher や Blue Kingfisher の名でも知られる。全長約20cm。青色と白色が目立つカワセミ類で、インドネシア、ニューギニア、オーストラリア北・東部沿岸に生息する。他の多くのカワセミ類と同様に、無脊椎動物および小型のカエルやトカゲなどを採餌する。

## 分類
モリショウビンは、1830年、博物学者のウィリアム・ジャーディンとプリドー・ジョン・セルビーによって初めて記載された。ナンヨウショウビン属 Todiramphus に移されるまで、本種は長い間ヤマショウビン属 Halcyon に置かれ、Halcyon macleayi の旧学名で知られていた。

## 分布
インドネシア、パプアニューギニア、ソロモン諸島、およびオーストラリア北・東部に分布し、ニューサウスウェールズ州のポートスティーブンス湾から北方のヨーク岬半島、それから西のトップエンドにかけてオーストラリアの海岸線上あるいはその付近に生息する。冬季に南回帰線以南で見られることはほとんどなく、ニューサウスウェールズ州やクイーンズランド州南部の南方地域では夏鳥であるが、そのほかの地域では留鳥として周年生息する。
クイーンズランド州南部からニューサウスウェールズ州には9-10月に夏鳥として渡来し、4-5月にクイーンズランド州の北方へと渡る。

### 生息場所
その名前が示唆するように、本種は開けた森林や疎林に生息し、オーストラリアでは、亜熱帯ないし熱帯の乾燥林や湿性低地林、マングローブ林、コバノブラシノキ属（メラレウカ、Melaleuca）林の沼地、 渓流、タコノキ属（パンダナス Pandanus）林、ユーカリ (Eucalyptus) 林、および農耕地や牧草地のほか、郊外の公園や庭園などにも見られる。標高200mまでの地域に多く生息するが、ニューギニアにおいては、林縁や開拓地のほか、標高およそ1,600mにかけての樹木の茂る湿った場所に生息する。

## 形態

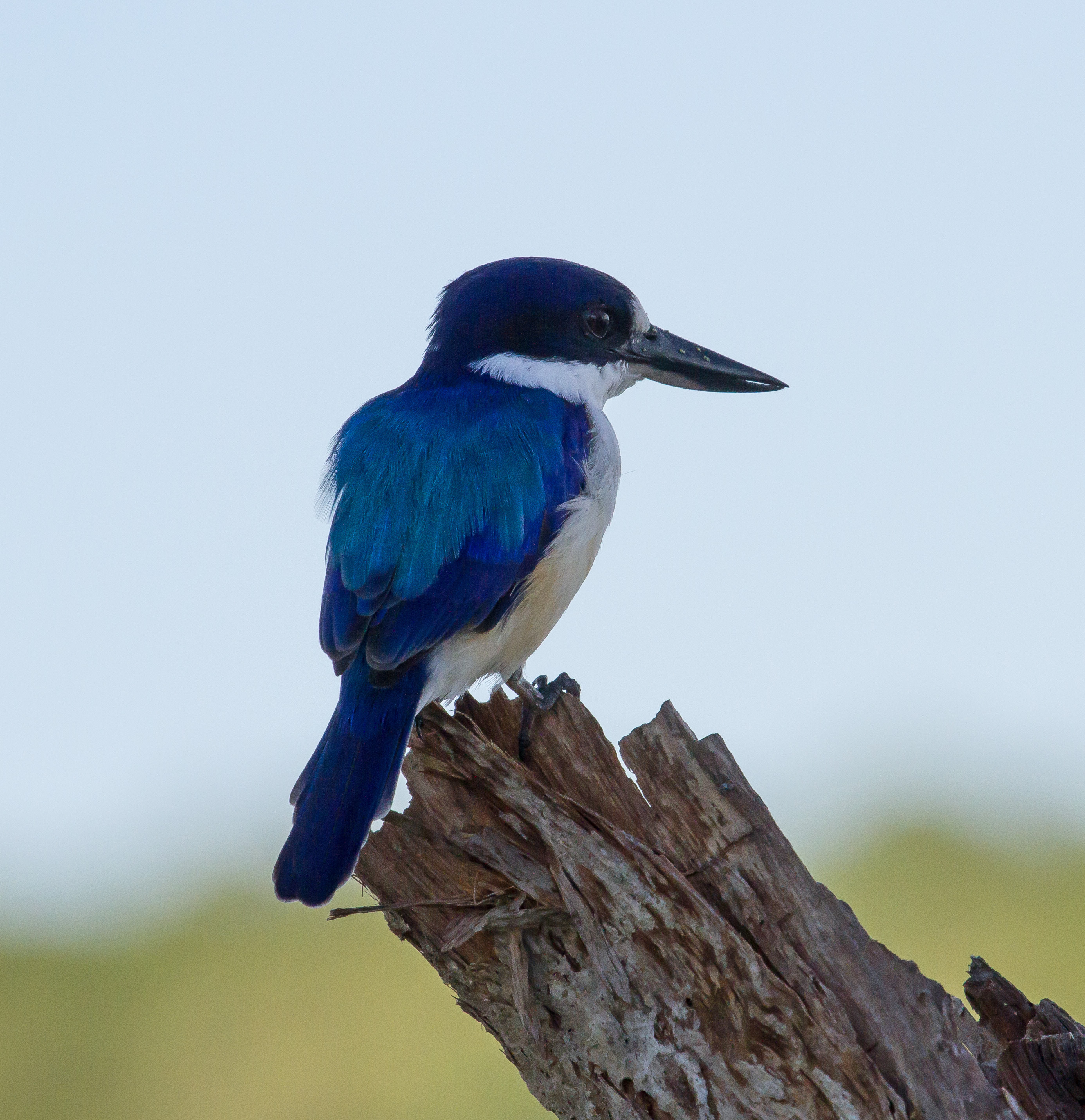
モリショウビン雌（ノーザンテリトリー、ミドルポイント、フォッグ・ダム〈Fogg Dam〉） - 2014年3月

全長約20cm (18-23cm)。青色の頭頂、翼、腰、尾羽とともに、白色の喉、胸、腹および下尾筒を持つ。額に白斑があり、また、眼先から耳羽にかけて黒い帯状の線がある。飛翔時には翼に白斑が見られる。喉からの白色が襟状に延び、雄は後頸まで白いが、雌は青いことで識別される。くちばしは黒くて下嘴の基部は淡色。虹彩は暗褐色で、脚および趾は暗褐色ないし暗灰色。若鳥は鈍色で、上面には淡黄褐色の波形があり、白い下面も鈍い淡黄褐色で、頭上は黒っぽい。
| 基準 / 雌雄 | 雄       | 雌       |
| ----------- | -------- | -------- |
| 体重        | 33-42 g  | 29-40 g  |
| 翼長        | 85-91 mm | 82-92 mm |
| 尾長        | 48-59 mm | 50-57 mm |
| 嘴長        | 36-42 mm | 37-44 mm |
| 跗蹠長      | 13-15 mm | 13-14 mm |

## 亜種
3亜種が認められている。
- T. m. elizabeth (Heine, 1883) - ニューギニア東部に留鳥として分布する。パプアニューギニア東部のアストロラーベ湾（英語版）からビスマルク諸島の西端にかけて生息し、ニューブリテン島のキンベ（英語版）では、ほぼ普通種である[11]。
- T. m. macleayii (Jardine & Selby, 1830) - 基亜種。オーストラリアのノーザンテリトリー北部[15]のビクトリア川（英語版）周辺からのトップエンド（メルヴィル島、クローカー諸島（英語版）、グルートアイランド島を含む[6]）より、東のクイーンズランド州に至るカーペンタリア湾にかけて分布する[8]。冬季には小スンダ列島 のセルマタ (Sermata) 諸島にも見られ[15]、また、アルー諸島でも認められている[11]。このほかの亜種より飛翔時に見られる翼の白斑が大きい[16]。
- T. m. incinctus (Gould, 1838) - ジョン・グールド（英語版）により記載された。オーストラリアのヨーク岬半島やトレス海峡諸島のいくつかの島、およびオーストラリアの東沿岸部、ニューサウスウェールズ州のマクレーン（英語版）付近にわたって分布する。まれにグレートディバイディング山脈の西部に見られるほか、ビクトリア州では迷鳥として認められ、冬季にはインドネシアやニューギニアにも渡る[6]。背に緑色みがあり[17]、やや小さい[6]。翼の白斑は基亜種 macleayii より小さい[12]。

## 生態
一般につがいでいることが多い。つがいは毎年同じ場所で繁殖し、その縄張りを守るためにしきりに鳴く。

### 鳴き声
鋭く甲高い scissor-weeya scissoraweeya と聞こえる声や、kreek-kreek、t-reek という鳴き声が、だいたい早朝、規則的に繰り返される。

### 採食

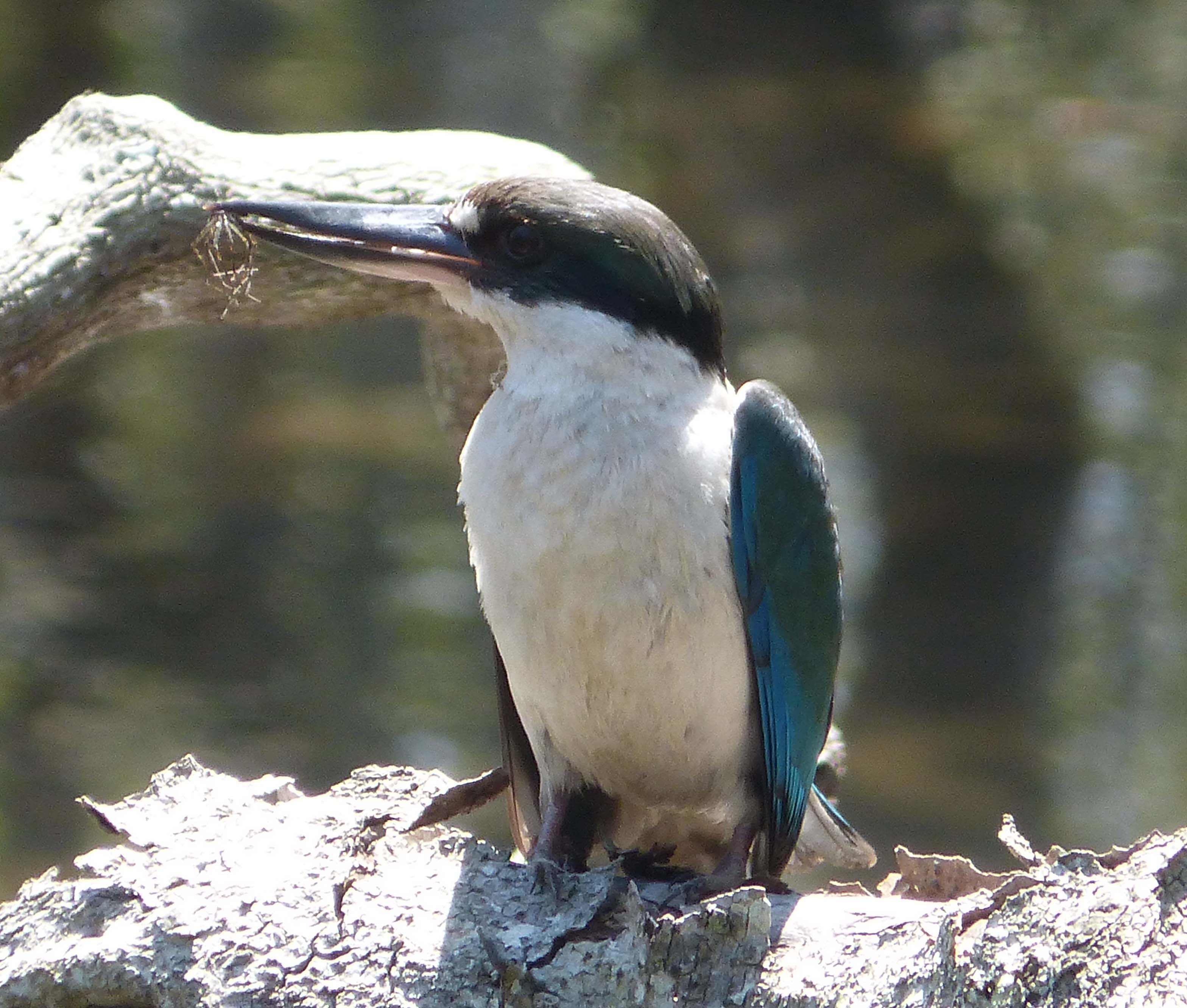
餌を捕らえたモリショウビン雄
（クイーンズランド州ブリスベン）
- 2014年10月

モリショウビンは、小さな虫、甲虫類、バッタ、トンボ（ルリボシヤンマ属 Aeshna）、クモ、幼虫、蠕虫のような無脊椎動物に加えて、小さなカエルやオタマジャクシ、トカゲも採餌する。木の枝や電線などにとまって餌を探し、急降下して捕らえる。くちばしで獲物を捕らえた後、枝に打ちつけて殺すことが多い。

### 繁殖
繁殖期は、オーストラリアにおいてはおよそ9月から1月で、ノーザンテリトリーでは9月から11月、クイーンズランド州では8月から12月、ニューサウスウェールズ州では10月から12月に卵を産む。また、ニューギニアにおいては1月に産卵し、1腹の雛が育てられる。巣は、枯木や樹洞のほか、雌雄により、地上約10-12mにある樹上性のシロアリの巣の円い空洞に短い巣穴をあける。大きさ25×22mmの白い光沢のある卵を3-6個産む。雛（ひな）は巣立ってその巣を離れるまでの約1か月間給餌される。